# Stizocera pantonyssoides
Stizocera pantonyssoides là một loài bọ cánh cứng trong họ Cerambycidae.